# Xã Lake View, Quận Becker, Minnesota
Xã Lake View (tiếng Anh: Lake View Township) là một xã thuộc quận Becker, tiểu bang Minnesota, Hoa Kỳ. Năm 2010, dân số của xã này là 1.685 người.